# Піфагор
Піфаго́р (або Пітаго́р) Само́ський (дав.-гр. Πυθαγόρας, 570 до н. е., Самос — 497 до н. е., Метапонт) — давньогрецький філософ, полімат, засновник піфагореїзму. Його політичні та релігійні вчення були добре відомі у давньогрецькому світі й вплинули на філософію Платона, Аристотеля, а через них на західну філософію загалом. Сучасні дослідники розходяться в думках щодо освіти Піфагора й джерел його впливу, але загальноприйнятим є твердження, що він прибув до Кротона на півдні Італії близько 530 року до н. е., де заснував школу, в якій посвячені нібито давали обітницю мовчання та жили спільним аскетичним життям.
У давнину Піфагору приписували математичні й наукові відкриття, зокрема теорему Піфагора, Піфагорійський стрій, п’ять правильних многогранників, теорію пропорцій, кулястість Землі, ототожнення "ранкової" та "вечірньої" зір з однією планетою Венерою, а також поділ земної кулі на п’ять кліматичних зон. За переказами, саме він уперше назвав себе філософом («любителем мудрості»). Історики сперечаються, чи насправді ці відкриття й висловлювання належали самому Піфагору, адже частина з них, ймовірно, має давніше походження або належать його сучасникам чи наступникам, зокрема Гіппасу й Філолаю.
Учення, яке найвірогідніше дійсно належить Піфагору, — це переселення душ або «метемпсихоз», згідно з яким кожна душа є безсмертною й після смерті входить у нове тіло. Він також міг бути автором учення про гармонію сфер, за яким планети рухаються згідно з певними математичними пропорціями, створюючи нечутну гармонію звуків. Після вирішальної перемоги Кротона над Сибарісом близько 510 року до н. е. піфагорійці вступили в конфлікт із прибічниками демократії, і їхні будинки для зібрань були спалені. Піфагор міг загинути внаслідок цих переслідувань або втекти до Метапонта, де й помер.
Піфагор вплинув на Платона, чиї діалоги (особливо «Тімей») обговорюють піфагорійські ідеї. Велике відродження вчення Піфагора відбулося в I столітті до н. е. у колі середніх платоніків, одночасно з появою неопіфагореїзму. Піфагор залишався авторитетним філософом упродовж Середньовіччя, а піфагореїзм вплинув на таких науковців, як Миколай Коперник, Йоганн Кеплер та Ісаак Ньютон. Піфагорійська символіка широко застосовувалась у ранньому європейському езотеризмі, а виклад його вчення у «Метаморфозах» Овідія згодом вплинув на сучасний вегетаріанський рух.

## Біографічні джерела

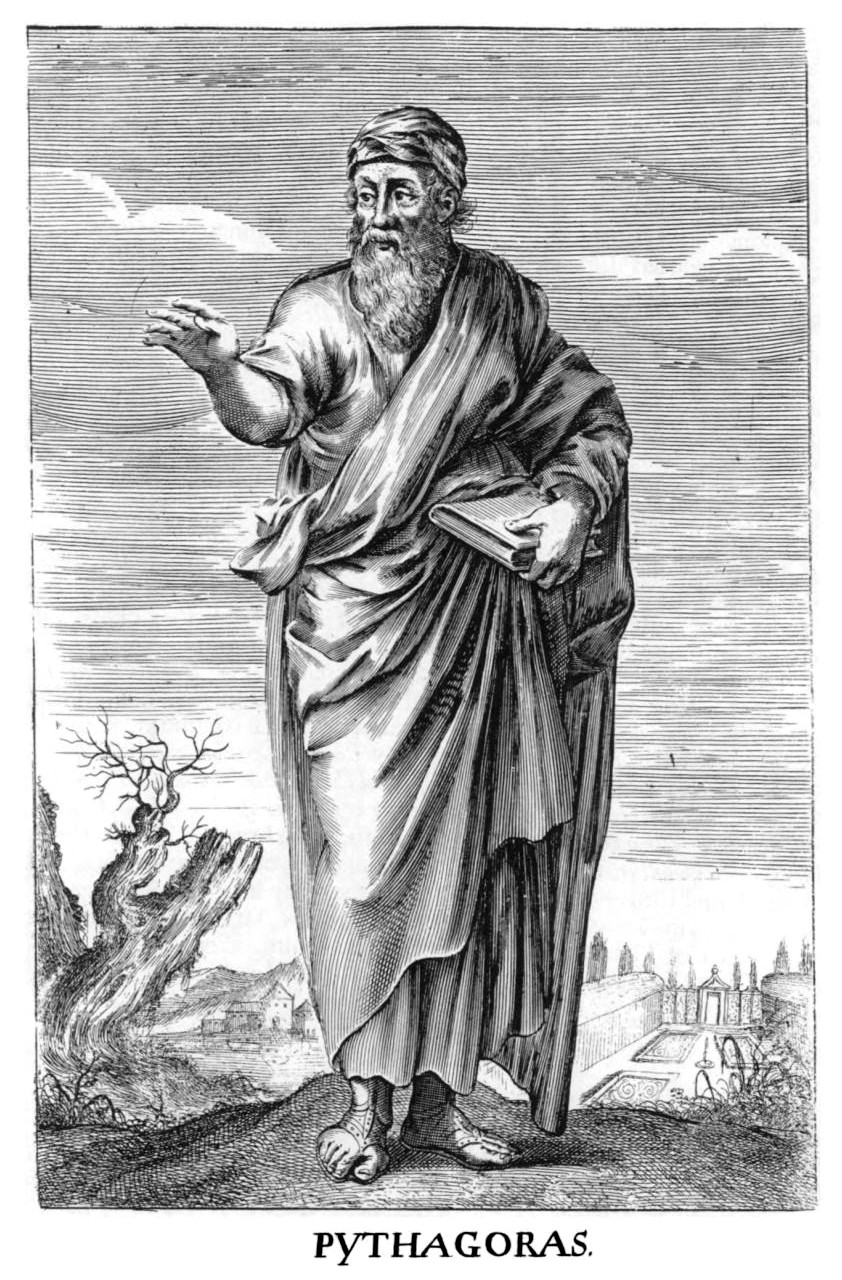
Вигаданий портрет Піфагора з гравюри XVII століття

Жодні автентичні праці Піфагора не збереглися, і майже нічого достеменно не відомо про його життя. Найдавніші джерела про життя Піфагора є короткими, неоднозначними й часто сатиричними. Найдавнішим джерелом про вчення Піфагора є сатирична поема, ймовірно написана після його смерті грецьким філософом Ксенофаном Колофонським (бл. 570 – бл. 478 до н. е.), який був його сучасником. У поемі Ксенофан описує, як Піфагор заступається за собаку, якого били, й запевняє, що впізнав у його скигленні голос померлого друга. Алкмеон Кротонський (fl. бл. 450 до н. е.), лікар, який жив у Кротоні приблизно в той же час, що й Піфагор, у своїх працях використовує багато піфагорейських ідей і, ймовірно, був особисто знайомий з Піфагором. Поет Геракліт Ефеський (fl. бл. 500 до н. е.), який народився недалеко від Самоса і, можливо, жив у часи Піфагора, висміював його як хитрого шарлатана, зазначаючи: «Піфагор, син Мнесарха, шукав істину більше, ніж будь-хто, і, вибираючи з цих писань, створив власну мудрість — багато знань, майстерне шахрайство».
Іон Хіоський (бл. 480 – бл. 421 до н. е.) та Емпедокл (бл. 493 – бл. 432 до н. е.) у своїх творах висловлювали захоплення Піфагором. Перший стислий опис Піфагора подає історик Геродот (бл. 484 – бл. 420 до н. е.), який вважає його одним з найвидатніших грецьких учителів і зазначає, що Піфагор навчав своїх учнів досягати безсмертя. Точність праць Геродота є предметом суперечок. Твори, приписувані піфагорейському філософу Філолаю (бл. 470 – бл. 385 до н. е.), є найдавнішими текстами, які описують нумерологічні й музичні теорії, згодом приписані Піфагору. Ісократ (бл. 436 – бл. 338 до н. е.), афінський ритор, був першим, хто записав, що Піфагор здійснив подорож до Єгипту. Аристотель (бл. 384 – бл. 322 до н. е.) написав трактат "Про піфагорійців", який не зберігся. Деякі його частини, ймовірно, увійшли до "Протрептика". Учні Аристотеля — Дикеарх, Арістоксен і Гераклід Понтійський (усі жили в III ст. до н. е.) — також писали на цю тему.
Більшість найважливіших джерел про життя Піфагора належить до римського періоду, коли, за словами німецького класика Вальтера Буркерта, «історія піфагореїзму вже була... виснажливою реконструкцією чогось втраченого і забутого». З пізньої античності збереглися три біографії Піфагора, усі вони здебільшого наповнені міфами й легендами. Найдавнішою та найавторитетнішою з них є праця Діогена Лаертського "Про життя, вчення й висловлювання славетних філософів". Дві пізніші біографії належать неоплатонікам Порфирію та Ямвліху й частково спрямовані проти християнства. Пізніші джерела значно більші за обсягом, ніж ранні, і ще фантастичніші в описах досягнень Піфагора. Порфирій та Ямвліх використовували матеріали з втрачених творів учнів Аристотеля (Дікеарха, Арістоксена і Геракліда), і саме ці матеріали вважаються найбільш достовірними.

## Біографія

### Ранні роки
|  | У житті Піфагора немає жодної деталі, яка не була б піддана сумніву. Але можливо, на основі більш-менш критичного відбору даних, побудувати правдоподібну розповідь. — Вальтер Буркерт, 1972 |

Геродот, Ісократ та інші ранні автори погоджуються, що Піфагор був сином Мнесарха, і що він народився на грецькому острові Самос у східній частині Егейського моря. Згідно з цими біографами, батько Піфагора не був уродженцем острова, але отримав тамтешнє громадянство, втім, за Ямвліхом, він був уродженцем Самосу. Мнесарха описують як гравера на коштовному камінні або заможного торговця, але його походження є предметом суперечок. Його мати була уродженкою Самоса й походила з геоморі - групи олігархів, які в той час правили Самосом. Аполлоній Тіанський називає її ім’я — Піфаїда. Ямвліх розповідає, що піфія передрекла вагітній матері Піфагора, що вона народить чоловіка надзвичайної краси, мудрості та користі для людства. Щодо дати народження Піфагора, Аристоксен зазначав, що Піфагор залишив Самос за правління Полікрата у віці 40 років, що дає приблизну дату народження — близько 570 року до н.е. Ім’я Піфагора пов’язували з піфійським Аполлоном (Pūthíā); Арістіпп з Кірени у IV столітті до н.е. пояснював його ім’я так: «Він говорив [ἀγορεύω, agoreúō] правду не менш, ніж піфійський [πυθικός puthikós]».
У ранні роки Піфагора Самос був культурним центром, відомим своїми інженерними досягненнями, зокрема будівництвом Самоського тунелю, а також яскравою фестивальною культурою. Це був важливий торговий центр Егейського моря, куди прибували товари зі Сходу. Як зазначає Крістіан Жууст-Гож'є, ці торговці майже напевно приносили з собою ідеї та традиції Близького Сходу. Ранні роки Піфагора також збіглися з розквітом іонійської натурфілософії. Він був сучасником філософів Анаксімандра, Анаксимена та історика Гекатея, що жили в Мілеті, через море від Самоса.

### Повідомлення про подорожі
За традицією вважається, що Піфагор здобув освіту переважно на Близькому Сході. Сучасні дослідження показують, що культура архаїчної Греції зазнала значного впливу Леванту та Месопотамії. Як і багато інших важливих грецьких мислителів, Піфагор, за переказами, навчався у Єгипті. Уже за часів Ісократа, у IV ст. до н.е., навчання Піфагора в Єгипті вважали беззаперечним фактом. Антіфон, який, можливо, жив у елліністичну епоху, у втраченому творі «Про людей видатної гідності», який використовував Порфирій, стверджував, що Піфагор навчився говорити єгипетською від самого фараона Яхмоса II, навчався у жерців у Діосполі (Фівах) і був єдиним іноземцем, якому дозволили брати участь у їхньому богослужінні. Плутарх (прибл. 46 – c. 120 н. е.) у трактаті "Про Ісіду та Осіріса" зазначає, що під час візиту до Єгипту Піфагор отримував настанови від жерця Оенуфіса з Геліополя (в той час, як Солон слухав лекції Сонхіса з Саїса). За словами Климента Александрійського (бл. 150 - бл. 215 н. е.), «Піфагор був учнем Сонхіса, єгипетського архіпророка, як і Платон — Сехнупіса». Деякі античні автори стверджували, що Піфагор запозичив у єгиптян знання з геометрії та доктрину метемпсихозу.
Втім, інші античні автори вважали, що ці вчення Піфагор здобув у магів Персії або навіть у самого Зороастра. Діоген Лаертський стверджував, що Піфагор пізніше відвідав Крит, де побував у печері Іди з Епіменідом. Фінікійці, нібито, навчили Піфагора арифметики, а Халдеї — астрономії. Уже в III столітті до н.е. з’явилися повідомлення, що Піфагор навчався й у юдеїв. У протилежність усім цим твердженням, письменник Антоній Діоген у II ст. до н.е. писав, що Піфагор відкрив усі свої вчення самостійно, тлумачачи сни. У III ст. н.е. софіст Філострат заявляв, що окрім єгиптян Піфагор навчався й у мудреців або гімнософістів в Індії. Ямвліх ще більше розширює цей список, стверджуючи, що Піфагор також навчався у кельтів та іберійців.

### Імовірні грецькі вчителі

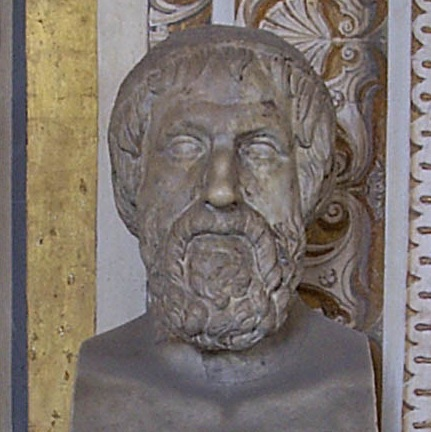
Бюст Піфагора в Ватиканських музеях, Ватикан, який зображує його як «втомленого літнього чоловіка»

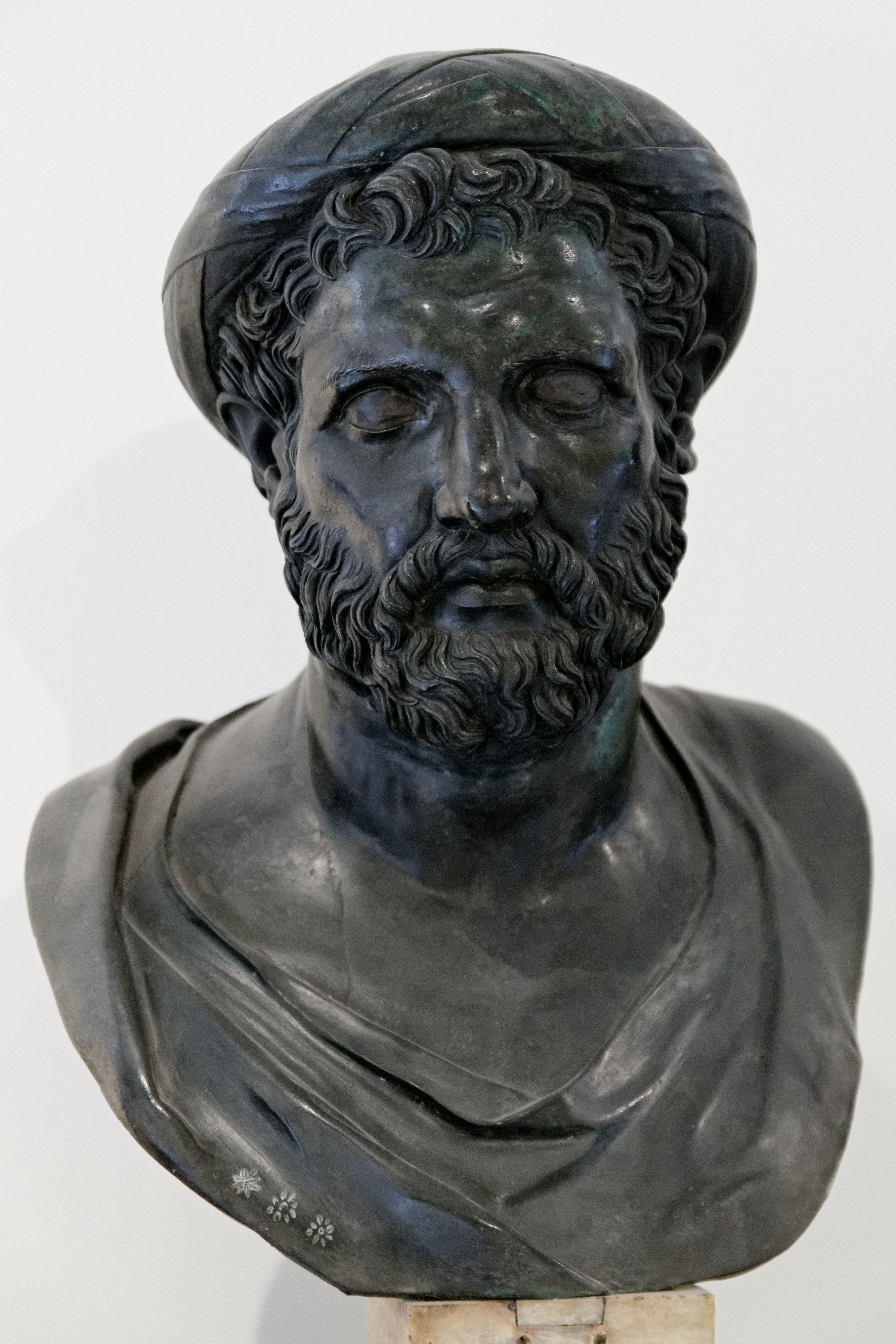
Бронзовий бюст філософа з Вілли Папірусів у Геркуланумі, ймовірно, вигаданий бюст Піфагора

Античні джерела також повідомляють, що Піфагор навчався у різних грецьких мислителів. Деякі з них називають можливим наставником Піфагора Гермодаманта Самоського, місцевого самоського рапсода. Інші джерела приписують наставництво Біанту Прієнському, Фалесу або Анаксімандру (учневі Фалеса). Інші традиції стверджують, що вчителем Піфагора був міфічний бард Орфей, що пов’язує його з орфічними містеріями. Неоплатоніки писали про «священне повчання», яке Піфагор нібито написав про богів дорійською грецькою, і яке, на їхню думку, йому надиктував жрець-орфік Аглаофам під час ініціації в орфічні містерії в Лейбетрі. Ямвліх вважав, що Орфей був взірцем для Піфагора у його способі мовлення, духовному ставленні та формі поклоніння. Ямвліх описує піфагореїзм як синтез усього, чого Піфагор навчився від Орфея, єгипетських жерців, елевсінських містерій та інших релігійно-філософських традицій. Рідвег зазначає, що хоча ці історії є фантастичними, вчення Піфагора дійсно зазнало значного впливу орфізму.
Серед різних грецьких мудреців, які нібито навчали Піфагора, найчастіше згадують Ферекіда Сіросського. Схожі чудесні історії розповідали як про Піфагора, так і про Ферекіда, зокрема, передбачення кораблетрощі, завоювання Мессіни і землетрусу після пиття води з криниці. Аполлоній Парадоксограф (бл. II ст. до н.е.) вважав, що ідеї про дива, пов'язані з Піфагором, виникли під впливом Ферекіда. Інша історія, приписувана неопіфагорейцю Нікомаху, розповідає, що, коли Ферекід був старим і вмирав на острові Делос, Піфагор приїхав, щоб доглянути за ним і вшанувати його. Дуріс, історик і тиран Самосу, нібито з патріотичних міркувань хизувався епітафією, яку начебто написав Ферекід і в якій зазначалося, що мудрість Піфагора перевершує його власну. На основі цих посилань на зв’язок між Піфагором і Ферекідом Рідвег робить висновок, що традиція про Ферекіда як учителя Піфагора може мати певне історичне підґрунтя. Піфагор і Ферекід, ймовірно, мали подібні погляди на душу та вчення про метемпсихоз.
До 520 року до н.е., під час однієї з мандрівок до Єгипту чи Греції, Піфагор міг зустрітися з Фалесом із Мілета, який був приблизно на 54 роки старшим. Фалес був філософом, науковцем, математиком і інженером, також відомим завдяки спеціальному випадку. Місце народження Піфагора — острів Самос — розташоване на північному сході Егейського моря, неподалік від Мілета. Діоген Лаертський цитує вислів Арістоксена (IV ст. до н.е.), який стверджує, що Піфагор запозичив більшість своїх моральних доктрин від дельфійської жриці Темістоклеї. Порфирій погоджується з цим твердженням, але називає жрицю Арістоклея. Стародавні авторитети також відзначають схожість між релігійними та аскетичними рисами Піфагора і орфічних або критських містерій, або ж дельфійського оракула.

### У Кротоні
Порфирій переказує розповідь Антіфона, який повідомляв, що ще перебуваючи на Самосі, Піфагор заснував школу, відому як «півколо». Тут самосці обговорювали питання, що стосувалися громадського життя. Подейкували, що школа набула такої слави, що найяскравіші уми всієї Греції приїздили на Самос, щоб почути вчення Піфагора. Сам Піфагор жив у таємній печері, де навчався на самоті й зрідка проводив бесіди з кількома близькими друзями. Німецький дослідник раннього піфагореїзму Крістоф Рідвег вважає цілком можливим, що Піфагор міг викладати на Самосі, однак застерігає, що розповідь Антіфонта, яка посилається на конкретну будівлю, що, за його словами, існувала ще за його часу, може бути зумовлена патріотичними почуттями самосців.
Близько 530 року до н.е., коли Піфагору було близько сорока років, він покинув Самос. Його пізніші шанувальники стверджували, що він виїхав, бо не погоджувався з тиранією Полікрата на Самосі. Рідвег зазначає, що це пояснення тісно узгоджується з любов'ю Піфагора до свободи, на якій наголошує Нікомах, хоча вороги Піфагора змальовували його схильним до тиранії. Згідно з іншими джерелами, Піфагор залишив Самос через надмірне навантаження громадськими обов’язками, зумовлене високою повагою, якою його наділяли співгромадяни. Він прибув до грецької колонії Кротон у тодішній Великій Греції (нинішнє Кротоне в Калабрії на півдні Італії). Усі джерела сходяться на тому, що Піфагор був харизматичною постаттю й швидко здобув великий політичний вплив у новому середовищі. Він був радником місцевої еліти в Кротоні та часто давав їй поради. Пізніші біографи переповідали фантастичні історії про вплив його промов, які спонукали жителів Кротона відмовитися від розкішного та розбещеного способу життя й присвятити себе чистішій системі, яку він запровадив.

### Родина та друзі

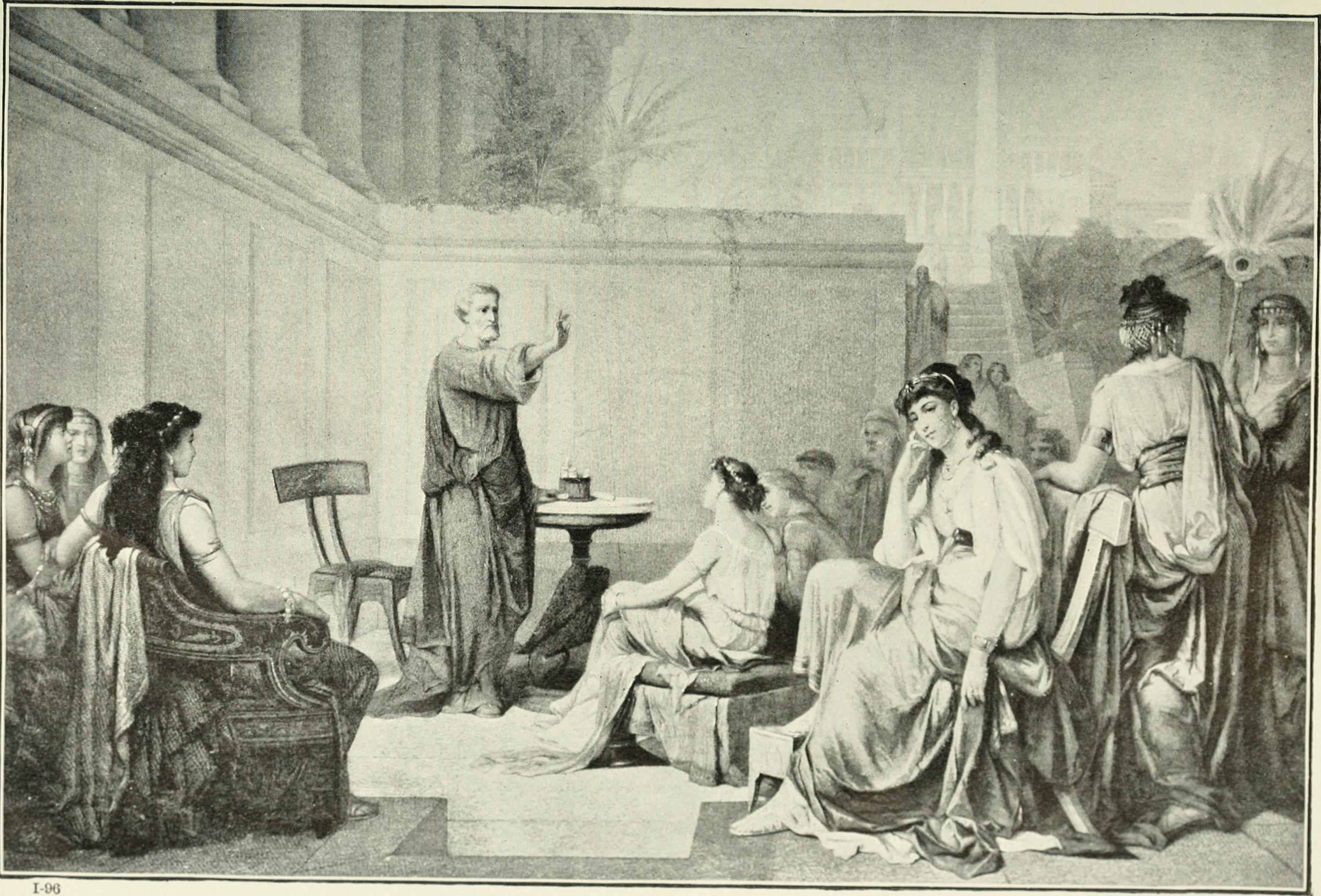
Ілюстрація 1913 року, що зображує Піфагора, який навчає жінок. Багато видатних членів його школи були жінками, і деякі сучасні дослідники вважають, що Піфагор міг вірити, що жінки також повинні вивчати філософію.

Діоген Лаертський стверджував, що Піфагор «не віддавався любовним утіхам» і радив іншим вступати в статеві стосунки лише «якщо хочеш стати слабшим за себе». За словами Порфирія, Піфагор одружився з Теано, жінкою з Криту, дочкою Піфенакса, і мав із нею кількох дітей. Порфирій пише, що Піфагор мав двох синів — Телавга й Арігнота, а також доньку на ім’я Мія, яка «була однією з найшанованіших дівчат у Кротоні, а згодом — серед заміжніх жінок». Ямвліх не згадує цих дітей, натомість вказує лише на сина на ім’я Мнесарх, названого на честь діда. Цього сина виховував призначений Піфагором наступник Арістей, а згодом він очолив школу, коли Арістей став надто старим, щоб керувати нею. Суда повідомляє, що Піфагор мав 4 дітей (Телавга, Мнесарха, Мію та Арігноту).
Борця Мілона Кротонського вважають близьким другом Піфагора. Нібито, він врятував життя філософа, коли от-от мав завалитися дах. Ця асоціація, можливо, виникла через плутанину з іншим чоловіком на ім’я Піфагор, який був тренером атлетів. Діоген Лаертський зазначає, що дружину Мілона звали Мія.

### Смерть
Аскетизм і вимогливість Піфагора, за деякими джерелами, сприяли рішучій перемозі Кротона над сусідньою колонією Сибаріс у 510 році до н.е. Після перемоги частина впливових громадян запропонувала запровадити демократичну конституцію, проте піфагорійці виступили проти. Прихильники демократії на чолі з Кілоном і Ніноном, перший із яких, за переказами, був обурений тим, що його не прийняли до братства Піфагора, підбурили народ проти піфагорійців. Прихильники Кілона й Нінона напали на піфагорійців під час одного з їхніх зібрань — у домі Мілона або в іншому місці. Розповіді про цей напад часто суперечливі; деякі з них, ймовірно, плутають цю подію з пізнішими антипіфагорійськими повстаннями, зокрема в Метапонті у 454 році до н.е. Ймовірно, будівлю підпалили, і багато учасників загинуло; лише молодші й спритніші змогли врятуватися.
Джерела розходяться в думках, чи був Піфагор присутній під час нападу, та чи вдалося йому врятуватися. За однією з версій, під час нападу Піфагор перебував не на зібранні, а на Делосі, де доглядав помираючого Ферекіда. Інша версія, яку наводить Дикеарх, стверджує, що Піфагор був присутній і втік, увівши невелику групу послідовників до сусіднього міста Локри, де ті просили притулку, але їм відмовили. Зрештою вони дісталися Метапонта, де сховалися в храмі муз і померли там від голоду після сорока днів без їжі. За іншим переказом, записаним Порфирієм, коли вороги Піфагора підпалили будівлю, його віддані учні лягли на землю, утворивши для нього міст через полум’я з власних тіл. Піфагору вдалося врятуватися, але через смерть учнів він впав у відчай і вкоротив собі віку. Інша легенда, яку переказують Діоген Лаертський і Ямвліх, розповідає, що Піфагор майже врятувався, але, дійшовши до поля з бобами, відмовився переходити його, щоб не порушити власних заборон, і був убитий. Цей переказ, імовірно, походить від Неанфа, який спершу застосував його до пізніших піфагорійців, а не до самого Піфагора.

## Вчення

### Переселення душ

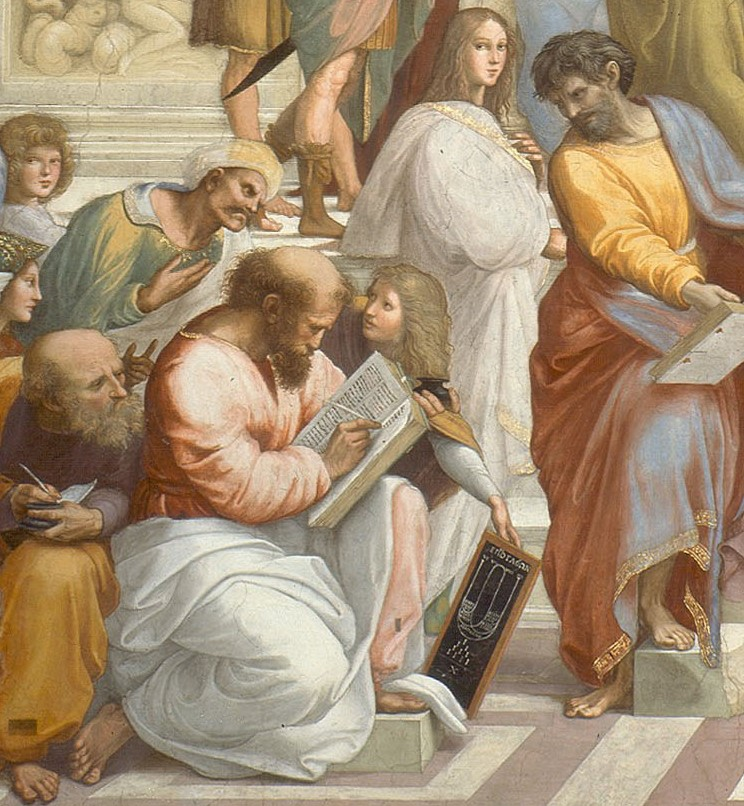
На фресці Рафаеля «Афінська школа» зображений Піфагор, який пише щось у книзі, поки юнак вручає йому табличку зі схематичним зображенням ліри над малюнком священного тетрактиса.

Хоча точні деталі вчення Піфагора невідомі, можливо відтворити загальний виклад його основних ідей. Арістотель детально пише про вчення піфагорійців, але не згадує самого Піфагора. Однією з головних доктрин Піфагора, ймовірно, був метемпсихоз - вірування в те, що всі душі безсмертні, і що після смерті душа переселяється в нове тіло. На це вчення посилаються Ксенофан, Іон Хіоський та Геродот. Однак абсолютно нічого не відомо про природу чи механізм, за допомогою якого, на думку Піфагора, відбувався метемпсихоз.
Емпедокл натякає в одному зі своїх віршів, що Піфагор, можливо, стверджував, що має здатність згадувати свої попередні втілення. Діоген Лаертський переказує розповідь Геракліда Понтійського, в якій Піфагор розповідав людям, що він пам'ятає в деталях свої чотири попередні життя. Першим із цих життів був Ефалід, син Гермеса, який дарував йому здатність пам'ятати всі свої минулі втілення. Далі він втілився як Евфорб, другорядний герой Троянської війни, коротко згаданий в «Іліаді». Потім він став філософом Гермотимом, який розпізнав щит Евфорба в храмі Аполлона. Його останнім втіленням був Пірр, рибалка з Делосу. Одне з його минулих життів, як повідомляє Дікеарх, було життям прекрасної куртизанки.

### Містицизм
Ще одне вірування, яке приписують Піфагору, полягало в «гармонії сфер», згідно з якою планети та зорі рухаються відповідно до математичних рівнянь, що відповідають музичним нотам і таким чином створюють нечутну симфонію. Згідно з Порфирієм, Піфагор навчав, що сім муз насправді є сімома планетами, які співають разом. У своєму філософському діалозі «Протрептик» Арістотель вкладає у вуста свого літературного двійника такі слова:
|                                | Коли Піфагора спитали [навіщо існують люди], він відповів: «щоб спостерігати за небесами», і твердив, що сам є спостерігачем природи, і саме заради цього він увійшов у життя. |
| — Aristot. Protrepticus, с. 48 | |

Кажуть, що Піфагор практикував ворожіння та пророцтво. Найдавніші згадки про ворожіння за допомогою ізопсефії в грецькій літературі пов'язані з Піфагором; його вважали засновником цієї практики. Згідно з його біографом Ямвліхом, він навчив своєму методу ворожіння скіфського жерця Аполлона на ім'я Абаріс Гіперборейець:
|                                 | Абаріс перебував із Піфагором і вивчив у нього основи фізіології та теології; і замість гадання на нутрощах тварин він відкрив йому мистецтво пророкування за числами, вважаючи цей метод чистішим, божественнішим і ближчим до небесних чисел богів. |
| — Iamblichus, Vit. Pyth, §19.93 | |

Це не слід плутати зі спрощеною версією, відомою сьогодні як «піфагорійська нумерологія», яка включає варіант ізопсефічної техніки, відомої як «корені» або «основні числа», за допомогою якого числові значення літер у слові математично зменшувалися шляхом додавання або ділення, щоб отримати одне значення від одного до дев'яти для всієї назви або слова. Ці «корені» або «основні числа» потім можна було інтерпретувати за допомогою інших методів. Ця форма нумерології процвітала в епоху Візантії та вперше була засвідчена серед гностиків другого століття нашої ери. На той час ізопсефія розвинулася в кілька різних технік, які використовувалися для різних цілей, включно з ворожінням, доктринальною алегорією, а також медичними прогнозами й лікуванням.
Під час візитів до різних місць у Греції — Делоса, Спарти, Фліунта, Криту тощо, — які йому приписують, Піфагор зазвичай фігурує або в ролі жерця чи релігійного діяча, або ж як законодавець.

### Нумерологія
|                         | Так звані піфагорійці займалися математикою і були першими, хто розвинув цю науку; і, вивчаючи її, дійшли висновку, що її принципи є принципами всього сущого. |
| — Aristot. Met. 1, 985b | |

Піфагору приписують винахід тетрактиса, важливого священного символу в пізньому піфагореїзмі.

Згідно з Арістотелем, піфагорійці використовували математику виключно з містичних міркувань, позбавлених практичного застосування. Вони вірили, що все складається з чисел. Число один (монада) представляло походження всього сущого, а число два (діада) представляло матерію. Число три було «ідеальним числом», оскільки воно мало початок, середину та кінець і було найменшою кількістю точок, яку можна було використовувати для визначення плоского трикутника, який піфагорійці шанували як символ бога Аполлона. Число чотири означало чотири пори року та чотири стихії. Число сім також було священним, оскільки воно було кількістю планет і кількістю струн на лірі, а також тому, що день народження Аполлона святкували сьомого дня кожного місяця. Вони вважали, що непарні числа були чоловічого роду, парні числа - жіночого роду, а число п'ять символізувало шлюб, оскільки воно було сумою двох і трьох.
Десять вважалося «ідеальним числом», і піфагорійці шанували його, ніколи не збираючись у групи, більші за десять осіб. Піфагору приписують винахід тетрактиса, трикутної фігури з чотирьох рядів, які в сумі дають ідеальне число десять. Піфагорійці вважали тетрактіс символом надзвичайно містичного значення. Ямвліх у своєму «Житті Піфагора» стверджує, що тетрактіс був «настільки захопливим і настільки обожнюваним тими, хто його розумів», що учні Піфагора клялися ним. Ендрю Грегорі робить висновок, що традиція, яка пов'язує Піфагора з тетрактисом, ймовірно, є достовірною.
Сучасні вчені сперечаються, чи були ці нумерологічні вчення розроблені самим Піфагором, чи пізнішим піфагорійським філософом Філолаєм Кротонським. У своєму знаковому дослідженні «Наука та знання в стародавньому піфагореїзмі» Вальтер Буркерт стверджує, що Піфагор був харизматичним політичним та релігійним учителем, але філософія чисел, яку йому приписують, насправді була нововведенням Філолая. За словами Буркерта, Піфагор ніколи не мав справи з числами, не кажучи вже про якийсь помітний внесок у математику. Буркерт стверджує, що єдиною математикою, якою займалися піфагорійці, була проста арифметика без доведень, але ці арифметичні відкриття справили значний вплив на зародження математики.

## Приписувані відкриття
Хоча сьогодні Піфагор найбільше відомий приписаними йому математичними відкриттями, античні історики сумніваються, чи зробив він насправді якийсь суттєвий внесок у математику. За традицією, Піфагору приписують теорему Піфагора та інші математичні результати, а також відкриття у галузях музики, астрономії та медицини.

### У математиці

Теорема Піфагора: сума площ двох квадратів на катетах (a і b) дорівнює площі квадрата на гіпотенузі (c).

Принаймні з I століття до н.е. Піфагору традиційно приписують відкриття теореми Піфагора, яка стверджує, що «у прямокутному трикутнику квадрат гіпотенузи дорівнює сумі квадратів катетів» — тобто {\displaystyle a^{2}+b^{2}=c^{2}}. За популярною легендою, після відкриття цієї теореми Піфагор приніс у жертву богам вола, або навіть цілу гекатомбу. Цицерон вважав цю історію вигаданою, оскільки за поширеною думкою Піфагор забороняв жертвоприношення тварин. Порфирій пояснював цю історію тим, що віл був зроблений з тіста.
Теорема Піфагора була відома та застосовувалася вавилонянами та індійцями за багато століть до Піфагора. Втім можливо, що саме він першим запровадив її у грецьку традицію. Деякі історики математики припускають, що він або його учні могли створити перше математичне доведення теореми. Буркерт вважає цю гіпотезу малоймовірною, зазначаючи, що в античності Піфагору ніколи не приписували доведення будь-яких теорем. До того ж спосіб, у який вавилоняни використовували піфагорові трійки, свідчить про знання загальної застосовності цього принципу й імовірне існування якогось доведення, яке, однак, ще не знайдене у (здебільшого не опублікованих) клинописних джерелах. Біографи Піфагора також повідомляють, що він першим визначив п’ять правильних тіл та відкрив теорію пропорцій.

### У музиці

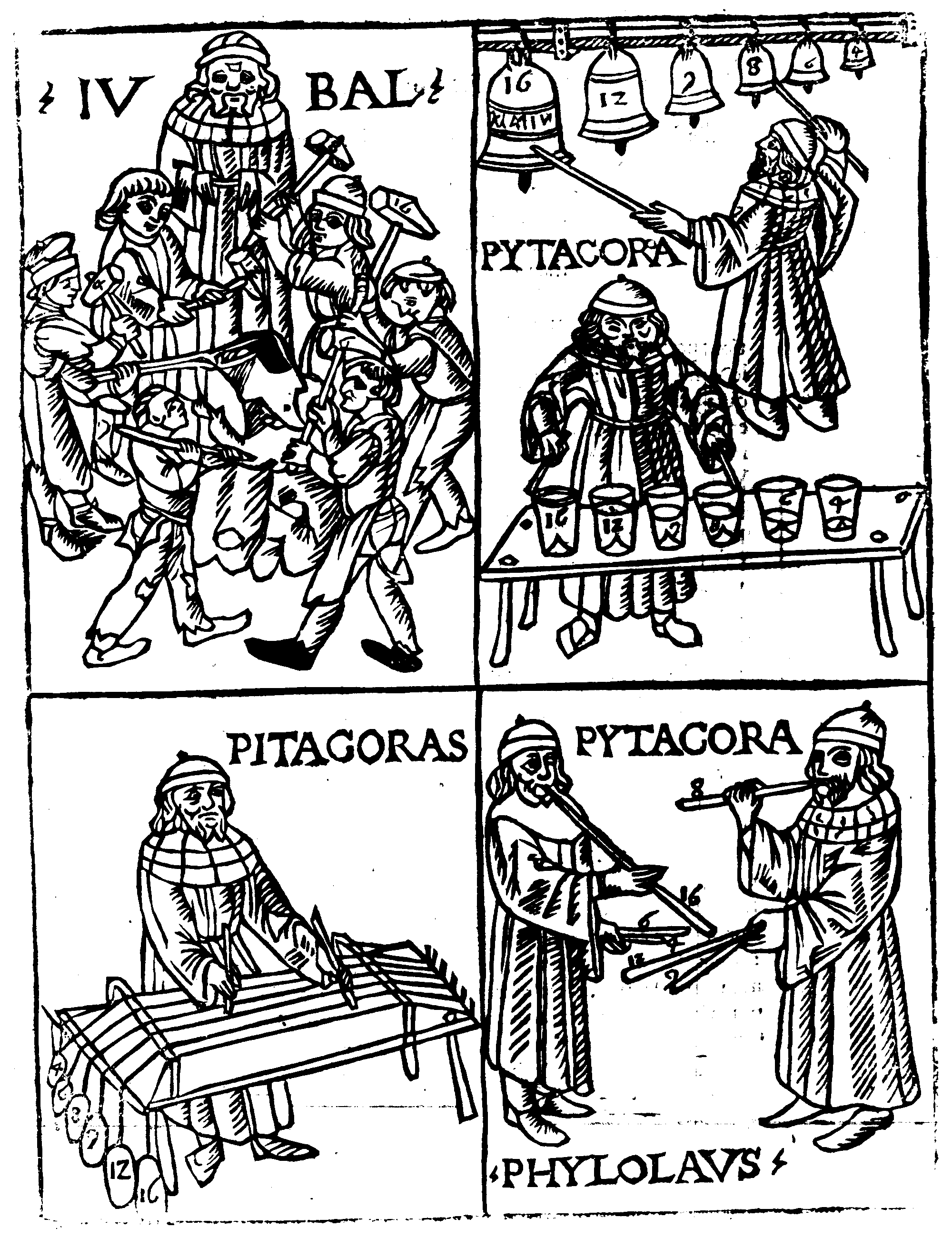
Пізньосередньовічна гравюра з трактату Франкіно Ґафурі "Theoria musice" (1492), що зображає Піфагора з дзвонами та іншими інструментами в піфагорейському строї

За легендою, Піфагор відкрив, що музичні звуки можна виразити математичними співвідношеннями, коли одного разу почув, як ковалі б’ють молотами по ковадлах. Йому здалося, що звуки молотів гармонійні, за винятком одного, тому він зайшов до кузні й почав випробовувати молоти. Зрештою він дійшов висновку, що висота звуку залежить від ваги молота, і таким чином зробив висновок, що музика підпорядковується математичним законам.

### В астрономії
У давнину Піфагору та його сучасникові Парменіду приписували першість у твердженнях, що Земля має кулясту форму, що світ поділений на п’ять кліматичних зон та що Ранкова зоря і Вечірня зоря — це одне й те саме небесне тіло (нині відоме як Венера). З двох філософів більші підстави на першість має Парменід, а приписування цих відкриттів Піфагору, ймовірно, походить із помилково приписаної Піфагору поеми. Емпедокл, який жив у Великій Греції невдовзі після Піфагора і Парменіда, вже знав про кулясту форму Землі. Наприкінці V століття до н.е. ця ідея стала загальноприйнятою серед грецьких інтелектуалів. Ідентичність ранкової та вечірньої зорі була відома вавилонянам ще за тисячоліття до того.

## Піфагор у творах мистецтва

Марка Сан Марино. Піфагор та піфагорові штани, 1983 рік

- Фреска «Афінська школа» Рафаель Санті (1510—1511)
- Лебидцький (за ескізами Карла Раля). Зачинателі грецької філософії: Фрагмент фрески лівої лоджії фасаду (Афіни, Національний університет)
- Francesco Hayez (1791—1882) Вікна гарему або душа Піфагора
- Хеар Ентони. Піфагор
- Німецький художник (XIX ст.). Піфагор: Ілюстрація з «Галереї стародавніх греків і римлян» (Galerie der alten Griechen und Römer. — Аугсбург, 1801)
- Французький скульптор (XII ст.). Статуетки Королівського порталу (1150—1170, Шартр, Собор)

### Античні джерела
- Xenophanes (1960) [прибл. 525 BC], Xenophanes: Leben und Lehre (Life and Teachings), у Walther, Kranz (ред.), Die Fragmente der Vorsokratiker, т. I, переклад: Hermann, Diels (вид. 9th), Berlin: Weidmannsche Verlagsbuchhandlung, с. 130, OCLC 1072633182 — через Internet Archive. [The original Greek fragments of Xenophanes are provided, which are primarily preserved through the work of Diogenes (Diog VIII). For English translation see Burnet, (1920).]
- Xenophanes (1920) [прибл. 525 BC], Science and Religion, Early Greek Philosophy, переклад: Burnet, John (вид. 3rd), London: A. & C. Black, Ltd., с. 118, OCLC 3610194 — через Internet Archive. [An English translation of DK 21B7.]
- Herodotus (1920) [прибл. 430 BC], Book II, The Persian Wars, т. I, переклад: Godley, A. D., Loeb Classical Library. Cambridge, Massachusetts and London: Harvard University Press and William Heinemann Ltd, ISBN 978-0-674-99130-9, OCLC 966656476 — через Perseus Digital Library (perseus.tufts.edu)
- Herodotus (1920) [прибл. 430 BC], Book IV, The Persian Wars, т. II, переклад: Godley, A. D., Loeb Classical Library. Cambridge, Massachusetts and London: Harvard University Press and William Heinemann Ltd, ISBN 978-0-674-99131-6, OCLC 966656315 — через Perseus Digital Library (perseus.tufts.edu)
- Plato (1969) [прибл. 380 BC]. Republic. Plato in Twelve Volumes, Vols. 5 & 6. Переклад: Shorey, Paul. Loeb Classical Library. Cambridge, Massachusetts and London: Harvard University Press and William Heinemann Ltd. ISBN 978-0-674-99304-4. OCLC 6947747 — через Perseus Digital Library (perseus.tufts.edu).
- Aristotle (2017) [прибл. 350 BC]. Johnson, Monte Ransome; Hutchinson, D. S (ред.). Protrepticus. Архів оригіналу за 12 травня 2024 — через PhilPapers.
- Aristotle (1931) [прибл. 350 BC]. De Anima. У Ross, W.D. (ред.). The Works of Aristotle Translated into English. Т. 3. Переклад: Smith, J. A. Oxford: Oxford University Press. OCLC 237147799 — через The Internet Classics Archive (classics.mit.edu).
- Aristotle (1933) [прибл. 350 BC]. Book I. Metaphysics Books I–IX. Т. XVII. Переклад: Tredennick, Hugh. Loeb Classical Library. Cambridge, Massachusetts and London: Harvard University Press and William Heinemann Ltd. ISBN 978-0-674-99299-3. OCLC 958278244 — через Perseus Digital Library (perseus.tufts.edu).
- Cicero (1928) [прибл. 52 BC], De Re Publica, On the Republic. On the Laws (De Re Publica. De Legibus), т. XVI, переклад: Keyes, Clinton W., Loeb Classical Library. Cambridge, Massachusetts and London: Harvard University Press and William Heinemann Ltd, ISBN 978-0-674-99235-1, OCLC 298443420 — через Internet Archive
- Cicero (1928) [прибл. 52 BC], De Legibus, On the Republic. On the Laws (De Re Publica. De Legibus), т. XVI, переклад: Keyes, Clinton W., Loeb Classical Library. Cambridge, Massachusetts and London: Harvard University Press and William Heinemann Ltd, ISBN 978-0-674-99235-1, OCLC 298443420 — через Internet Archive
- Cicero (1914) [прибл. 45 BC], On the Ends of Good and Evil (De Finibus Bonorum et Malorum), т. XVII, переклад: H., Rackham, Loeb Classical Library. Cambridge, Massachusetts and London: Harvard University Press and William Heinemann Ltd, ISBN 978-0-674-99044-9, OCLC 298443420 — через LacusCurtius
- Cicero (1923) [прибл. 45 BC], Tusculan Disputations (Tusculanae Disputationes), т. XVIII, переклад: J.E., King, Loeb Classical Library. Cambridge, Massachusetts and London: Harvard University Press and William Heinemann Ltd, ISBN 978-0-674-99156-9, OCLC 298443420 — через Internet Archive
- Cicero (1927) [прибл. 44 BC], De Divinatione I, On Old Age. On Friendship. On Divination (De Senectute, De Amicitia, De Divinatione), т. XX, переклад: W. A., Falconer, Loeb Classical Library. Cambridge, Massachusetts and London: Harvard University Press and William Heinemann Ltd, ISBN 978-0-674-99170-5, OCLC 298443420 — через Internet Archive
- Cicero (1913) [прибл. 44 BC], On Duties (De officiis), т. XXI, переклад: Miller, Walter, Loeb Classical Library. Cambridge, Massachusetts and London: Harvard University Press and William Heinemann Ltd, ISBN 978-0-674-99033-3, OCLC 298443420 — через Internet Archive
- Plutarch (1962) [прибл. 100 AD]. On Isis and Osiris (De Iside Et Osiride). Plutarch's Moralia. Т. V. Переклад: Babbitt, Frank Cole. Loeb Classical Library. Cambridge, Massachusetts and London: Harvard University Press and William Heinemann Ltd. OCLC 13897903 — через Internet Archive.
- Plutarch (1968) [прибл. 100 AD]. On the Signs of Socrates (De Genio Socratis). Plutarch's Moralia. Т. VII. Переклад: De Lacy, Phillip H.; Einarson, Benedict. Loeb Classical Library. Cambridge, Massachusetts and London: Harvard University Press and William Heinemann Ltd. OCLC 938641243 — через Internet Archive.
- Plutarch (1957) [прибл. 100 AD]. On the Eating of Flesh (Du Esu Carnium). Plutarch's Moralia. Т. XII. Переклад: Helmbold, William C.; Cherniss, Harold. Loeb Classical Library. Cambridge, Massachusetts and London: Harvard University Press and William Heinemann Ltd — через Internet Archive.
- Plutarch (1967) [прибл. 100 AD]. That Epicurus Actually Makes a Pleasant Life Impossible (Non posse suaviter vivi secundum Epicurum). Plutarch's Moralia. Т. XIV. Переклад: Einarson, Benedict; de Lacy, Phillip H. Loeb Classical Library. Cambridge, Massachusetts and London: Harvard University Press and William Heinemann Ltd — через Internet Archive.
- Apuleius (1970) [прибл. 150 AD], Apologia, The Apologia and Florida of Apuleius of Madaura, переклад: Harold Edgeworth, Butler, Westport, Conn.: Greenwood Press, ISBN 978-0-8371-3066-8, OCLC 313541 — через Internet Archive. [Which claims Zoroaster taught Pythagoras, also found in Strom, 1.15.]
- Diogenes Laërtius (1925) [прибл. 200 AD]. Book I. Lives of the Eminent Philosophers. Т. I. Переклад: Hicks, Robert Drew. Loeb Classical Library. Cambridge, Massachusetts and London: Harvard University Press and William Heinemann Ltd. ISBN 978-0-674-99203-0. OCLC 908430780 — через Wikisource.
- Diogenes Laërtius (1925) [прибл. 200 AD]. Book VIII. Lives of the Eminent Philosophers. Т. II. Переклад: Hicks, Robert Drew. Loeb Classical Library. Cambridge, Massachusetts and London: Harvard University Press and William Heinemann Ltd. ISBN 978-0-674-99204-7. OCLC 758307224 — через Wikisource.
- Clement of Alexandria (1991) [прибл. 200 AD], Book I, Chapter XV, Stromateis (Miscellanies), The Fathers of the Church, т. 86, переклад: John, Ferguson, Washington, D.C.: Catholic University of America Press, ISBN 978-0-8132-1185-5, OCLC 647919762 — через Internet Archive
- Porphyry (1987) [прибл. 270 AD]. Vita Pythagorae (Life of Pythagoras). У Fideler, David R. (ред.). The Pythagorean Sourcebook And Library. Переклад: Guthrie, Kenneth Sylvan. Michigan: Phanes Press. ISBN 978-0-933999-50-3. OCLC 16130530 — через Internet Archive.
- Iamblichus (1987) [прибл. 300 AD]. De Vita Pythagorica (On the Pythagorean Life). У Fideler, David R. (ред.). The Pythagorean Sourcebook And Library. Переклад: Guthrie, Kenneth Sylvan. Michigan: Phanes Press. ISBN 978-0-933999-50-3. OCLC 16130530 — через Internet Archive.
- Hierocles of Alexandria (1995) [прибл. 430 AD]. Golden Verses of Pythagoras. The Pythagorean Golden Verses: With Introduction and Commentary. Religions in the Graeco-Roman World. Т. 123. Переклад: Thom, Johan C. Leiden: E.J. Brill. ISBN 978-90-04-10105-0. OCLC 31131998 — через Internet Archive.
- Диоген Лаэртский. Пифагор. Книга VIII. // О жизни, учениях и изречениях знаменитых философов / Редактор тома и автор вступительной статьи А. Ф. Лосев; Перевод М. Л. Гаспарова. — 2-е изд. — М. : Мысль, 1986. — С. 307–320. — (Философское наследие)

### Сучасні україномовні джерела
- Туренко В.Е. Між земним і небесним: тексти піфагорійців. Київ: Дух і Літера, 2025. 704 с.
- Піфагор Філософський енциклопедичний словник / В. І. Шинкарук (гол. редкол.) та ін ; Інститут філософії імені Григорія Сковороди НАН України. — Київ : Абрис, 2002. — С. 481. — 742 с. — 1000 екз. — ББК 87я2. — ISBN 966-531-128-X.
- Узбек Костянтин Минович. Антична математика і становлення системних підвалин філософського раціоналізму: дис… д-ра філос. наук: 09.00.09 / Інститут філософії ім. Г. С. Сковороди НАН України. — К., 2005. — 39с.
- К. М. Узбек. "Фрагменти побудови античної науки, філософії і культури. Донецьк: Східний видавничий дім, 2010. — 234 с.
- Туренко В. Чи був Піфагор політиком? (історико-філософська спроба переосмислення), Політологічний вісник, 2022, № 88, с.149-159.

### Сучасні іншомовні джерела
- Acevedo, Juan (2020). Alphanumeric Cosmology From Greek into Arabic (англ.). Mohr Siebeck. ISBN 978-3-16-159245-4.
- Afonasin, Eugene V. (2012), Afonasin, Eugene V.; Dillon, John M.; Finamore, John (ред.), Iamblichus and the Foundations of Late Platonism, Leiden and Boston: Brill, ISBN 978-90-04-23011-8
- Asheri, David; Lloyd, Alan; Corcella, Aldo (2007), A Commentary on Herodotus, Books 1–4, Oxford University Press, ISBN 978-0-19-814956-9
- Barry, Kieren (1999). The Greek Qabalah: Alphabetic Mysticism and Numerology in the Ancient World (англ.). Samuel Weiser, Inc. ISBN 978-1-57863-110-0.
- Borlik, Todd A. (2011), Ecocriticism and Early Modern English Literature: Green Pastures, Routledge Studies in Renaissance Literature and Culture, New York City, New York and London, England: Routledge, ISBN 978-0-203-81924-1
- Bowra, C. M. (1994) [1957], The Greek Experience, London, England: Weidenfeld & Nicolson History, ISBN 978-1-85799-122-2
- Boyer, Carl B.; Merzbach, Uta C. (2011) [1968]. A History of Mathematics (вид. 3rd). Hoboken, N.J.: John Wiley & Sons. ISBN 978-0-470-52548-7.
- Bregman, Jay (2002), Neoplatonism and American Aesthetics, у Alexandrakis, Aphrodite; Moulafakis, Nicholas J. (ред.), Neoplatonism and Western Aesthetics, Studies in Neoplatonism: Ancient and Modern, т. 12, Albany, New York: State University of New York Press, ISBN 978-0-7914-5280-6
- Bruhn, Siglind (2005), The Musical Order of the Universe: Kepler, Hesse, and Hindemith, Interfaces Series, Hillsdale, New York: Pendragon Press, ISBN 978-1-57647-117-3
- Burkert, Walter (May 1960), Platon oder Pythagoras? Zum Ursprung des Wortes "Philosophie", Hermes (нім.), 88 (2): 159—177, JSTOR 4475110
- Burkert, Walter (1 червня 1972), Lore and Science in Ancient Pythagoreanism, Cambridge, Massachusetts: Harvard University Press, ISBN 978-0-674-53918-1 — через Internet Archive
- Burkert, Walter (1985), Greek Religion, Cambridge, Massachusetts: Harvard University Press, ISBN 978-0-674-36281-9
- Cameron, Alan (2004), Greek Mythography in the Roman World, Oxford University Press, ISBN 978-0-19-803821-4
- Carpenter, Rhys (1921), The Esthetic Basis Of Greek Art: Of The Fifth And Fourth Centuries B.C, Bryn Mawr, Pennsylvania: Bryn Mawr College, ISBN 978-1-165-68068-9
- Celenza, Christopher (2010), Pythagoras and Pythagoreanism, у Grafton, Anthony; Most, Glenn W.; Settis, Salvatore (ред.), The Classical Tradition, Cambridge, Massachusetts and London, England: The Belknap Press of Harvard University Press, с. 796—799, ISBN 978-0-674-03572-0
- Copleston, Frederick (2003) [1946], The Pythagorean Society, A History of Philosophy, т. 1 Greece and Rome, London, England and New York City, New York: Continuum, ISBN 978-0-8264-6947-2
- Cornelli, Gabriele; McKirahan, Richard (2013), In Search of Pythagoreanism: Pythagoreanism as an Historiographical Category, Berlin, Germany: Walter de Gruyter, ISBN 978-3-11-030650-7
- De Vogel, Cornelia J. (1966). Pythagoras and Early Pythagoreanism: An Interpretation of Neglected Evidence on the Philosopher Pythagoras. Assen: Van Gorcum. OCLC 513833.
- Dicks, D. R. (1970), Early Greek Astronomy to Aristotle, Ithaca, New York: Cornell University Press, ISBN 978-0-8014-0561-7
- Dillon, John; Hershbell, Jackson (1991). Betz, Hans Dieter; O'Neill, Edward N. (ред.). Iamblichus, On the Pythagorean way of life: Text, Translation and Notes. Text and Translations 29: Graeco Romain Religion Series. Т. 11. Atlanta, Georgia: Scholars Press. ISBN 1-55540-522-3 — через Internet Archive.
- Dillon, Sheila (24 грудня 2005), Ancient Greek Portrait Sculpture: Context, Subjects, and Styles, Cambridge, England: Cambridge University Press, ISBN 978-1-107-61078-1
- Faivre, Antoine (1995). The Eternal Hermes. Grand Rapids, Mich: Phanes Press. ISBN 0-933999-53-4 — через Internet Archive.
- Ferguson, Kitty (2008). The Music of Pythagoras: How an Ancient Brotherhood Cracked the Code of the Universe and Lit the Path from Antiquity to Outer Space (англ.). Bloomsbury Publishing. ISBN 978-0-8027-7963-2.
- French, Peter J. (2002) [1972], John Dee: The World of the Elizabethan Magus, New York City, New York and London, England: Routledge, ISBN 978-0-7448-0079-1
- Grant, Michael (1989), The Classical Greeks, History of Civilization, New York City, New York: Charles Schribner's Sons, ISBN 978-0-684-19126-3
- Gregory, Andrew (2015). The Pythagoreans: number and numerology. У Lawrence, Snezana; McCartney, Mark (ред.). Mathematicians and their Gods: Interactions between mathematics and religious beliefs. Oxford University Press. с. 21—50. ISBN 978-0-19-100755-2.
- Haag, Michael (2013), Inferno Decoded: The Essential Companion to the Myths, Mysteries and Locations of Dan Brown's Inferno, London, England: Profile Books, Ltd., ISBN 978-1-78125-180-5
- Hare, R. M. (1999) [1982], Plato, у Taylor, C. C. W.; Hare, R. M.; Barnes, Jonathan (ред.), Greek Philosophers: Socrates, Plato, and Aristotle, Past Masters, Oxford, England: Oxford University Press, с. 103—189, ISBN 978-0-19-285422-3
- Homann-Wedeking, Ernst (1968), The Art of Archaic Greece, Art of the World, New York City, New York: Crown Publishers
- Jacoby, Felix; Bollansée, Jan (1999). Schepens, Guido (ред.). Die Fragmente der griechischen Historiker (англ.). Т. 4. Brill. ISBN 978-90-04-11303-9.
- James, Jamie (1993). The Music of the Spheres. New York, NY: Grove Press. ISBN 978-0-8021-1307-8 — через Internet Archive.
- Joost-Gaugier, Christiane L. (2006), Measuring Heaven: Pythagoras and his Influence on Thought and Art in Antiquity and the Middle Ages, Ithaca, New York: Cornell University Press, ISBN 978-0-8014-7409-5
- Kahn, Charles H. (2001), Pythagoras and the Pythagoreans: A Brief History, Indianapolis, Indiana and Cambridge, England: Hackett Publishing Company, ISBN 978-0-87220-575-8, OCLC 46394974 — через Internet Archive
- Kalvesmaki, Joel (2013). The Theology of Arithmetic: Number Symbolism in Platonism and Early Christianity (англ.). Center for Hellenic Studies. ISBN 978-0-674-07330-2.
- Kenny, Anthony (2004), Ancient Philosophy, A New History of Western Philosophy, т. 1, Oxford, England: Oxford University Press, ISBN 978-0-19-875273-8
- Langdon, Stephen; Fotheringham, John (1928), The Venus Tablets of Ammizaduga: A solution of Babylonian chronology by means of the Venus observations of the First Dynasty, Oxford University Press, ISBN 978-9-33-362298-1
- Lindberg, David C. (1978). Science in the Middle Ages. University of Chicago Press. ISBN 978-0226482330.
- Lindberg, David C. (2013). The Cambridge History of Science: Volume 2, Medieval Science. Cambridge University Press. ISBN 978-0521594486.
- Malone, John C. (2009), Psychology: Pythagoras to present, MIT Press, ISBN 978-0-262-01296-6, процитовано 25 жовтня 2010
- Marincola, John (2001), Greek Historians, Oxford University Press, ISBN 978-0-19-922501-9
- McKeown, J. C. (2013), A Cabinet of Greek Curiosities: Strange Tales and Surprising Facts from the Cradle of Western Civilization, Oxford, England: Oxford University Press, ISBN 978-0-19-998210-3
- Ménage, Gilles (1984). The History of Women Philosophers. Lanham: Univ. Pr. of America. ISBN 978-0-8191-4271-9.
- Pomeroy, Sarah B. (2013), Pythagorean Women: The History and Writings, Baltimore, Maryland: The Johns Hopkins University Press, ISBN 978-1-4214-0956-6
- Press, Gerald A. (2003) [1982], Development of the Idea of History in Antiquity, Montreal, Canada and Kingston, New York: McGill-Queen's University Press, ISBN 978-0-7735-1002-9
- Riedweg, Christoph (2005) [2002], Pythagoras: His Life, Teachings, and Influence, Ithaca, New York: Cornell University Press, ISBN 978-0-8014-7452-1
- Roberts, Jennifer T. (2011), Herodotus: a Very Short Introduction, OXford University Press, ISBN 978-0-19-957599-2
- Russell, Bertrand (2008) [1945], A History of Western Philosophy, A Touchstone Book, New York City, New York: Simon & Schuster, ISBN 978-0-671-31400-2
- Russo, Attilio (2004), Costantino Lascaris tra fama e oblio nel Cinquecento messinese, Archivio Storico Messinese, LXXXIV—LXXXV: 5—87, especially 51–53, ISSN 0392-0240
- Sherman, William Howard (1995), John Dee: The Politics of Reading and Writing in the English Renaissance, Amherst, Massachusetts: The University of Massachusetts Press, ISBN 978-1-55849-070-3
- Simoons, Frederick J. (1998), Plants of Life, Plants of Death, Madison, Wisconsin: University of Wisconsin Press, ISBN 978-0-299-15904-7
- Sparks, Kenton L. (1998), Ethnicity and Identity in Ancient Israel: Prolegomena to the Study of Ethnic Sentiments and their Expression in the Hebrew Bible, Winona Lake, IN: Eisenbrauns, ISBN 978-1-57506-033-0
- Taub, Liba (2017), Science Writing in Greco-Roman Antiquity, Cambridge University Press, ISBN 978-0-521-11370-0
- Vasunia, Phiroze (2007), The Philosopher's Zarathushtra, у Tuplin, Christopher (ред.), Persian Responses: Political and Cultural Interaction with(in) the Achaemenid Empire, Swansea: The Classical Press of Wales, ISBN 978-1-910589-46-5
- Waithe, M. E. (1987), Ancient Women Philosophers 600 B.C. – 500 A.D., Springer Science & Business Media, ISBN 978-90-247-3368-2 — через Google Books
- Whitehead, Afred North (1953) [1926], Science and the Modern World, Cambridge, England: Cambridge University Press, ISBN 978-0-521-23778-9
- Zhmud, Leonid (2012) [1994]. Pythagoras and the Early Pythagoreans. Переклад: Windle, Kevin; Ireland, Rosh. Oxford University Press. ISBN 978-0-19-928931-8.